# Adutiškio pelkė
Adutiškio pelkė este o arie protejată (arie specială de conservare — SAC, sit de importanță comunitară — SCI) din Lituania întinsă pe o suprafață de 4.076 ha, integral pe uscat.

## Localizare
Centrul sitului Adutiškio pelkė este situat la coordonatele 55°15′02″N 26°42′26″E / 55.2506°N 26.7072°E.

## Înființare
Situl Adutiškio pelkė a fost declarat sit de importanță comunitară în ianuarie 2004 pentru a proteja 8 specii de animale. Situl a fost protejat și ca arie specială de conservare în august 2020.

## Biodiversitate
Situată în ecoregiunea boreală, aria protejată conține 10 habitate naturale: Pajiști aluvionare boreale nordice, Fânețe de joasă altitudine (Alopecurus pratensis, Sanguisorba officinalis), Turbării active, Mlaștini oligotrofe degradate, capabile încă de regenerare naturală, Mlaștini turboase de tranziție și turbării mișcătoare, Taiga vestică, Păduri fino-scandinave bogate în ierburi cu Picea abies, Păduri caducifoliate de mlaștină fino-scandinave, Mlaștini împădurite, Păduri aluvionare cu Alnus glutinosa și Fraxinus excelsior (Alno-Padion, Alnion incanae, Salicion albae).
La baza desemnării sitului se află mai multe specii protejate:
- amfibieni (1): buhai de baltă cu burta roșie (Bombina bombina)
- mamifere (2): vidră de râu (Lutra lutra), râs eurasiatic (Lynx lynx)
- nevertebrate (5): Boros schneideri, fluturele auriu (Euphydryas aurinia), fluturele flitirar (Euphydryas maturna), fluturele purpuriu (Lycaena dispar), Vertigo angustior

Pe lângă speciile protejate, pe teritoriul sitului au mai fost identificate 4 specii de plante, 26 de specii de păsări, 1 specie de mamifere, 5 specii de nevertebrate.